# Paula Torner i Galindo
Paula Torner Galindo (Tordera, Maresme, 9 de gener de 1989) és una jugadora d'hoquei sobre patins catalana.
Va iniciar-se a la pràctica del patinatge artístic però als dotze anys va passar a l'hoquei sobre patins al Club Patí Tordera. Durant la seva carrera esportiva, va jugar a diversos equips de la màxima competició com el Centre d'Esports Arenys de Munt, Club Hoquei Lloret, Club Patí Vic, Cerdanyola Club Hoquei, Patí Hoquei Club Sant Cugat i Club Patí Vilanova. Internacional amb la selecció espanyola en categories inferiors, va ser campiona d'Europa júnior el 2005 i 2007, amb l'absoluta va proclamar-se campiona del Món el 2008 i subcampiona el 2006 i, a nivell europeu, va aconseguir un subcampionat d'Europa el 2007. També va ser internacional amb la selecció catalana d'hoquei sobre patins entre 2007 i 2010, aconseguint dos subcampionats de la Copa Amèrica i dues Golden Cup el 2006 i 2007
Entre d'altres reconeixements, va rebre la medalla del Comitè Olímpic Espanyol per la seva trajectòria esportiva el 2009.

## Palmarès
Selecció catalana
- 2 medalles d'argent a la Copa Amèrica d'hoquei sobre patins: 2007, 2010
- 2 Golden Cup: 2006 i 2007

Selecció espanyola
- 1 medalla d'or al Campionat del Món d'hoquei patins femení: 2008
- 1 medalla d'argent al Campionat del Món d'hoquei patins femení: 2006
- 1 medalla de bronze al Campionat del Món d'hoquei patins femení: 2004
- 1 medalla d'argent al Campionat d'Europa d'hoquei patins femení: 2007
- 1 medalla de bronze al Campionat del Món d'hoquei patins femení: 2005